# (466204) 2012 PW8
(466204) 2012 PW8 es un asteroide perteneciente al cinturón de asteroides, descubierto el 5 de diciembre de 2008 por el equipo Spacewatch desde el Observatorio Nacional de Kitt Peak (Arizona, Estados Unidos).